# Friday Island (Torres Strait)
Friday Island, auch Gialug genannt, ist eine Insel im Archipel der Torres-Strait-Inseln. Sie liegt im Westen der Thursday-Inseln, direkt vor der Nordküste von Prince of Wales Island, drei Kilometer westlich von Thursday Island.
Die Insel ist etwa 3,3 Kilometer lang und im Durchschnitt 1,7 Kilometer breit. Bis etwa 1910 befand sich auf Friday Island eine australische Leprastation. Heute finden sich kleinere Ansiedlungen an der Süd- und Ostküste der hügeligen Insel. Die Bewohner im Süden betreiben überwiegend kleinere Perlenfarmen.
Verwaltungstechnisch zählt Friday Island zu den Inner Islands, der südlichsten Inselregion im Verwaltungsbezirk Torres Shire des australischen Bundesstaats Queensland.

## Etymologie
Der westliche Name der Insel stammt von Kapitän William Bligh, der die Torresstraße vom 2. Juni (Dienstag) bis 5. Juni 1789 (Freitag) in Richtung Westen (Kupang) durchfuhr. Einige der Inseln, die er dabei passierte, nannte er nach den Wochentagen seiner etwa viertägigen Durchfahrt Tuesday-Inseln, Wednesday Island, Thursday Island und Friday Island. Sunday Island, die er bereits am vorangegangenen Sonntag, den 31. Mai 1789 passierte, liegt rund 200 Kilometer südöstlich der Torres Strait Islands nahe der Ostküste der Kap-York-Halbinsel.